# Гроздавець
Гроздавець, Дроздовець,Гроздовець — річка в Україні, у Лугинському й Коростенському районах Житомирської області. Права притока Шестня (басейн Прип'яті).

## Опис
Довжина річки 11 км. Площа басейну 39,5 км². 
Притоки: Саремський (ліва); Малошарівка, Мочихвіст (праві).

## Цікавий факт
- У сучасних джерелах зазначена як Гранічевка[3], ймовірно від назви притоки Граничівки.
- У ХХ столітті у Васьковичах називалася Дроздик[джерело?]

## Розташування
Бере початок на сході від Солов'їв. Тече переважно на північний схід через Плещівку, Михайлівку і у Васьковичах впадає у річку Шестень, ліву притоку Ужу.